# 格拉特庞什
格拉特庞什（法語：Grattepanche，法語發音：[ɡʁatpɑ̃ʃ]）是法国上法蘭西大區索姆省的一个市镇，属于亚眠区。

## 地理
格拉特庞什（49°47'14"N, 2°17'38"E）面积6.43 平方千米，位于法国上法蘭西大區索姆省，该省份为法国北部沿海省份，北起加来海峡省和北部省，西接滨海塞纳省和大西洋英吉利海峡，南至瓦兹省，东临埃纳省。
与格拉特庞什接壤的市镇（或旧市镇、城区）包括：科唐希、努瓦河畔埃斯特雷、瑞梅勒、奥雷莫、吕米尼、桑昂纳米耶努瓦。

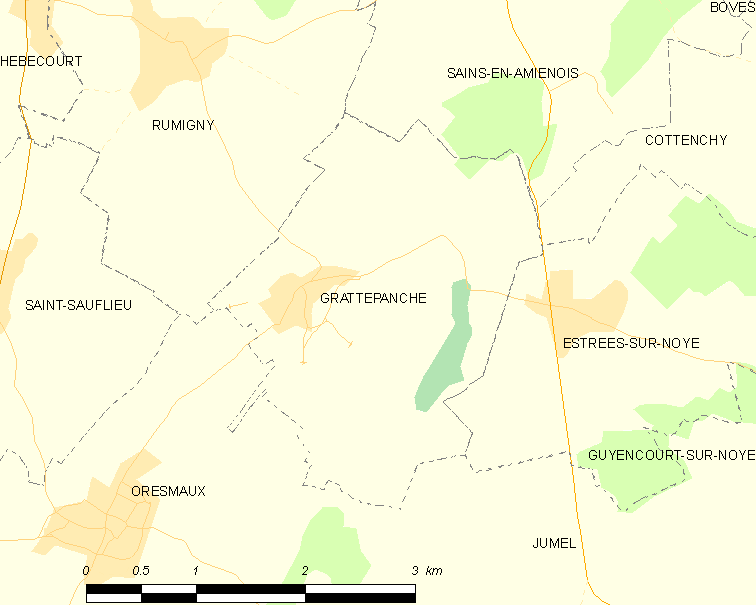
格拉特庞什的OSM定位图

格拉特庞什的时区为UTC+01:00、UTC+02:00（夏令时）。

## 行政
格拉特庞什的邮政编码为80680，INSEE市镇编码为80387。

## 政治
格拉特庞什所属的省级选区为努瓦河畔阿伊县。

## 人口

1962-2008年间格拉特庞什人口变化图示

格拉特庞什于2022年1月1日时的人口数量为320人。